# Neon Nights
Neon Nights er det fjerde studiealbum af den australske sangeren Dannii Minogue. Det blev udgivet af London Records den 17. marts 2003 og blev primært produceret af Ian Masterson, Korpi & Blackcell og Terry Ronald.

## Baggrund
I november 2001 udgav Minogue singlen "Who Do You Love Now?". Sangen nåede nummer tre på UK Singles Chart og førstepladsen på den britiske dance-hitlisterne. I Australien nåede sangen nummer femten og i USA nummer tolv på Billboard (Hot Dance Club Songs). I 2001 underskrev Minogue en aftale for seks album med London Records, et datterselskab af Warner Music Group.
Neon Nights blev Minogues mest vellykkede albumudgivelse og nåede nummer otte på UK Albums Chart hvor det blev certificeret guld. I Australien var albummet en moderat succes og nåede nummer 25 på ARIA Charts. Albummet blev også nomineret for "Best Pop Release" i 2003 på ARIA Music Awards. Albummet var Minogues første studiealbum i seks år siden Girl (1997).

## Sporliste
| #   | Titel                                                           | Sangskriver(e)                                                            | Længde |
| --- | --------------------------------------------------------------- | ------------------------------------------------------------------------- | ------ |
| 1.  | "Put the Needle on It"                                          | Henrik Korpi, Mathias Johansson, Karen Poole, Dannii Minogue              | 3:24   |
| 2.  | "Creep"                                                         | Korpi, Johansson, Poole, Minogue                                          | 3:28   |
| 3.  | "I Begin to Wonder"                                             | Dacia Bridges, Olaf Kramolowsky, Jean-Claude Ades, Minogue, Ian Masterson | 3:40   |
| 4.  | "Hey! (So What)"                                                | Hannah Robinson, Julian Gingell, Barry Stone                              | 3:32   |
| 5.  | "For the Record"                                                | Korpi, Johansson, Poole, Minogue                                          | 3:21   |
| 6.  | "Mighty Fine"                                                   | Gil Cang, E. Winstanley, Sekou Bunch, Thomas Brown, Thomassina Smith      | 3:55   |
| 7.  | "On the Loop"                                                   | Bruno Alexandre, Camille Troillard, Minogue, Matthieu Joly, Terry Ronald  | 3:28   |
| 8.  | "Push"                                                          | Minogue, Masterson, Ronald, John Guldberg, Tim Stahl                      | 3:21   |
| 9.  | "Mystified"                                                     | Masterson, Ronald, Minogue                                                | 3:43   |
| 10. | "Don't Wanna Lose This Feeling"                                 | Alexandre, Troillard, Minogue, James Khari, Joly, Ronald                  | 3:31   |
| 11. | "Vibe On"                                                       | Savan Kotecha, J. Bjorklund, Minogue                                      | 3:40   |
| 12. | "A Piece of Time"                                               | Alexandre, Troillard, Minogue, Joly, Ronald                               | 3:22   |
| 13. | "Who Do You Love Now?"                                          | H. Pulmann, G. van Vlaanderen, Victoria Horn                              | 3:26   |
| 14. | "It Won't Work Out" / "Come and Get It" (Sebastian Krieg Remix) | Masterson, Ronald, Minogue / Ades, Minogue, Robinson                      | 12:37  |

## B-sider
- "Nervous" – 4:21 ("I Begin to Wonder")
- "Hide and Seek" – 3:05 ("I Begin to Wonder")
- "Goodbye Song" – 3:12 ("Don't Wanna Lose This Feeling")

## Hitlister
| Hitliste (2003)                         | Placering |
| --------------------------------------- | --------- |
| Australien (ARIA Charts)                | 25        |
| Nederlandene (MegaCharts)               | 65        |
| Frankrig (SNEP)                         | 49        |
| Tyskland (Media Control Charts)         | 68        |
| Storbritannien (UK Albums Chart)        | 8         |
| USA (Billboard Dance/Electronic Albums) | 17        |

## Certificering
| Land                 | Certificering |
| -------------------- | ------------- |
| Storbritannien (BPI) | Guld          |